# エステdeミロード
エステdeミロードは、かつて株式会社アール・ ビー・エムが運営していたエステティックサロン。

## 概要
株式会社アール・ ビー・エムは1977年設立し、本社を東京都中野区に構えていた。エステティックサロン「エステdeミロード」を全国展開。1980年代後半～90年代前半にかけて起こった空前のエステブームに乗ってテレビコマーシャルなども展開し、エステ業界大手となったが、2000年10月に倒産。店舗も閉鎖された。

## テレビCM出演者
- 樹木希林
- 宅麻伸
- 中山美穂
- 浅野ゆう子
- 中村あずさ
- 田中律子
- 藤谷美紀
- 渋谷琴乃
- MAX

## 影響
2000年10月16日、株式会社アール・ビー・エムが自己破産を申請、この日、エステdeミロードの全店が臨時休業となり、後に全従業員が解雇された。殆どの店舗が前日迄通常通り営業しており、中には前日に新規の契約をしたばかりの者もいたという。
当時のエステサロンは事前の現金一括払いが基本で、契約回数分のサービスチケットを現金一括払いで購入するのという方法が他のサロンでも主流であり、どのサロンでも今と違ってクレジットカード払いを選択する契約者はまだ少なかったとされる。契約が残っていた者も少なからずいた中での突然の破産申請であった。この発表を受けて当日、サロンに連絡をしたものが多くいたが連絡が付かず、臨時休業となった店舗の前に契約者が殺到する事態となった。この一連の騒動を受け、国民生活センターが相談窓口を設けていた。
破産申請を受けて、カード払いを選択していた契約者の中には、前年の改正割賦支払法が適用され、残りの支払いを拒否する事が出来た人もいたが、現金一括払いを選択していた契約者には前金の返金措置はなく、ほぼ泣き寝入りに近い状態だったと言われている。最終的に、残ったサービスチケット分については近隣の他のサロンが引き受ける事で決着したとの事。エステdeミロードは他に比べて契約金が高く、中には500万や1000万円のコースの契約を結んだものも少なからずいたと言われるものの、最終的に被害者がどのぐらいにいるのか、その総額等については現在まで一切不明である。
また、エステdeミロードは宣伝勧誘に特に力を入れており、誇大広告や時に脱法とも思える様な半ば強引な勧誘が行われていたとも言われ、いわゆる「脱法エステ」に近い状態だったとの証言もある。この様な脱法エステとその契約者によるトラブルは以前より度々問題となっていたが、業界内部では問題視されていたものの表に出る事は殆どなかった。しかしエステdeミロードの倒産により社会現象となると風向きは変わり、この様ないわゆる「脱法エステ」が次々と摘発され倒産した。この一連の騒動以降、エステティックサロンのイメージが低下し、1990年代前半にかけて全盛期を迎えたエステサロンブームは終焉を迎える事になった。